# Jean Joseph Gustave Léonard
Jean Joseph Gustave Léonard ( 1920 - 23 de abril de 2013) fue un botánico belga. Fue responsable director de la Expedición Científica Botánica a Irán, y trabajó extensamente en el "Jardín Botánico Nacional de Bélgica".

## Honores

### Epónimos
Géneros
- (Fabaceae) Leonardendron Aubrév.[1]

- (Fabaceae) Leonardoxa Aubrév.[2]

Especies
- (Euphorbiaceae) Phyllanthus leonardianus Lisowski, Malaisse & Symoens[3]

- (Fabaceae) Astragalus leonardii Maassoumi[4]

- (Fabaceae) Crotalaria leonardiana Timp.[5]

- (Vitaceae) Cissus leonardii Dewit[6]
- La abreviatura «J.Léonard» se emplea para indicar a Jean Joseph Gustave Léonard como autoridad en la descripción y clasificación científica de los vegetales.[7]

## Fuente
- Compere, P. 1981 Algues des deserts d'Iran. Bulletin du Jardin botanique national de Belgique / Bulletin van de National Plantentuin van België 51 ( 1/2): 3-40 (42 pp.). Publicó Jardín Botánico Nacional de Bélgica